# (400399) 2008 AP94
(400399) 2008 AP94 es un asteroide perteneciente al cinturón de asteroides descubierto el 14 de enero de 2008 por el equipo del Spacewatch desde el Observatorio Nacional de Kitt Peak, Arizona, Estados Unidos.

## Designación y nombre
Designado provisionalmente como 2008 AP94.

## Características orbitales
2008 AP94 está situado a una distancia media del Sol de 2,469 ua, pudiendo alejarse hasta 2,963 ua y acercarse hasta 1,975 ua. Su excentricidad es 0,200 y la inclinación orbital 4,188 grados. Emplea 1417,42 días en completar una órbita alrededor del Sol.

## Características físicas
La magnitud absoluta de 2008 AP94 es 17,3. 